# Scopula proutiana
Scopula proutiana là một loài bướm đêm trong họ Geometridae.